# Malvoideae
Malvoideae é uma subfamília da família Malvaceae.

## Genera
- Abelmoschus - Abutilon - Abutilothamnus - Acaulimalva - Akrosida - Alcea - Allosidastrum - Allowissadula - Althaea - Alyogyne - Andeimalva - Anisodontea - Anoda - Anotea - Asterotrichion
- Bakeridesia - Bastardia - Bastardiastrum - Bastardiopsis - Batesimalva - Billieturnera - Briquetia
- Callirhoe - Calyculogygas - Calyptraemalva - Cenocentrum - Cephalohibiscus - Cienfuegosia - Codonochlamys - Corynabutilon - Cristaria
- Decaschistia - Dendrosida - Dicellostyles - Dirhamphis
- Eremalche
- Fioria - Fryxellia - Fuertesimalva
- Gaya - Gossypioides - Gossypium - Gynatrix
- Hampea - Helicteropsis - Herissantia - Hibiscadelphus - Hibiscus - Hochreutinera - Hoheria - Horsfordia - Howittia - Humbertianthus - Humbertiella
- Iliamna
- Julostylis - Jumelleanthus
- Kearnemalvastrum - Kitaibela - Kokia - Kosteletzkya - Krapovickasia - Kydia
- Lagunaria - Lavatera - Lawrencia - Lebronnecia - Lecanophora
- Macrostelia - Malachra - Malacothamnus - Malope - Malva - Malvastrum - Malvaviscus - Malvella - Megistostegium - Meximalva - Modiola - Modiolastrum - Monteiroa
- Napaea - Nayariophyton - Neobaclea - Neobrittonia - Nototriche
- Palaua - Pavonia - Peltaea - Periptera - Perrierophytum - Phragmocarpidium - Phymosia - Plagianthus - Pseudabutilon
- Radyera - Rhynchosida - Robinsonella - Rojasimalva
- Senra - Sida - Sidalcea - Sidasodes - Sidastrum - Sphaeralcea - Spirabutilon - Symphyochlamys
- Talipariti - Tarasa - Tetrasida - Thepparatia - Thespesia
- Urena
- Wercklea - Wissadula